# Canoagem nos Jogos Paralímpicos de Verão de 2024
As competições de canoagem nos Jogos Paralímpicos de Verão de 2024 foram disputadas entre 6 e 8 de setembro de 2024 no Estádio Náutico de Vaires-sur-Marne, França.

## Classificação dos paratletas
Os paratletas competem em três classes funcionais, individualmente, em ambos os sexos:
- L3: paratletas que utilizam suas pernas, tronco e braços na remada;
- L2: paratletas que usam somente o tronco e os braços; e
- L1: paratletas que só usam os braços.

## Formato das disputas
As disputas são realizadas em raias marcadas por boias, em linha reta, e apenas disputadas na distância de 200 metros.
A competição nos jogos olímpicos e paralímpicos têm regras semelhantes, em que vence o canoísta mais rápido. A classificação dos barcos para a bateria final, com a disputa das medalhas, ocorre em baterias preliminares e de repescagem.
As preliminares começam com cinco disputas entre dois atletas, distribuídos com base nos resultados do Campeonato Mundial de Canoagem de Velocidade - ICF 2020 (1º x 10º; 2º x 9º). Os cinco vencedores avançam diretamente para a final e os perdedores vão para as semifinais, uma repescagem em que os três melhores barcos avançam para a final. Os dois últimos são considerados 9º e 10º, de acordo com a sua posição final.

## Medalhistas
| Evento                         | Ouro                                | Prata                             | Bronze                              |
| ------------------------------ | ----------------------------------- | --------------------------------- | ----------------------------------- |
| Caiaque KL1 masculino detalhes | Péter Pál Kiss HUN Hungria          | Luis Cardoso da Silva BRA Brasil  | Rémy Boullé FRA França              |
| Caiaque KL2 masculino detalhes | Curtis McGrath AUS Austrália        | David Phillipson GBR Grã-Bretanha | Mykola Syniuk UKR Ucrânia           |
| Caiaque KL3 masculino detalhes | Brahim Guendouz ALG Argélia         | Dylan Littlehales AUS Austrália   | Miquéias Elias Rodrigues BRA Brasil |
| Va'a VL2 masculino detalhes    | Fernando Rufino de Paulo BRA Brasil | Igor Tofalini BRA Brasil          | Steven Haxton USA Estados Unidos    |
| Va'a VL3 masculino detalhes    | Vladyslav Yepifanov UKR Ucrânia     | Jack Eyers GBR Grã-Bretanha       | Peter Cowan NZL Nova Zelândia       |
| Caiaque KL1 feminino detalhes  | Katherinne Wollermann CHI Chile     | Maryna Mazhula UKR Ucrânia        | Edina Müller GER Alemanha           |
| Caiaque KL2 feminino detalhes  | Charlotte Henshaw GBR Grã-Bretanha  | Emma Wiggs GBR Grã-Bretanha       | Anja Adler GER Alemanha             |
| Caiaque KL3 feminino detalhes  | Laura Sugar GBR Grã-Bretanha        | Nélia Barbosa FRA França          | Felicia Laberer GER Alemanha        |
| Va'a VL2 feminino detalhes     | Emma Wiggs GBR Grã-Bretanha         | Brianna Hennessy CAN Canadá       | Susan Seipel AUS Austrália          |
| Va'a VL3 feminino detalhes     | Charlotte Henshaw GBR Grã-Bretanha  | Hope Gordon GBR Grã-Bretanha      | Zhong Yongyuan CHN China            |

### Quadro de medalhas
País sede destacado
| Ordem | País               | Medalha de ouro | Medalha de prata | Medalha de bronze |    |
| ----- | ------------------ | --------------- | ---------------- | ----------------- | -- |
| 1     | GBR Grã-Bretanha   | 4               | 4                |                   | 8  |
| 2     | BRA Brasil         | 1               | 2                | 1                 | 4  |
| 3     | AUS Austrália      | 1               | 1                | 1                 | 3  |
|       | UKR Ucrânia        | 1               | 1                | 1                 | 3  |
| 5     | ALG Argélia        | 1               |                  |                   | 1  |
|       | CHI Chile          | 1               |                  |                   | 1  |
|       | HUN Hungria        | 1               |                  |                   | 1  |
| 8     | FRA França         |                 | 1                | 1                 | 2  |
| 9     | CAN Canadá         |                 | 1                |                   | 1  |
| 10    | GER Alemanha       |                 |                  | 3                 | 3  |
| 11    | CHN China          |                 |                  | 1                 | 1  |
|       | USA Estados Unidos |                 |                  | 1                 | 1  |
|       | NZL Nova Zelândia  |                 |                  | 1                 | 1  |
| TOTAL | TOTAL              | 10              | 10               | 10                | 30 |